# R-73
R-73 – radziecki/rosyjski kierowany pocisk rakietowy powietrze-powietrze, przeznaczony do zwalczania celów powietrznych na krótkich dystansach, w warunkach walki powietrznej, naprowadzany termicznie (na źródło promieniowania podczerwonego). Odpowiednik późnych wersji amerykańskiego AIM-9 Sidewinder. W nomenklaturze NATO pocisk nosi oznaczenie AA-11 Archer (z ang., łucznik).

## Historia

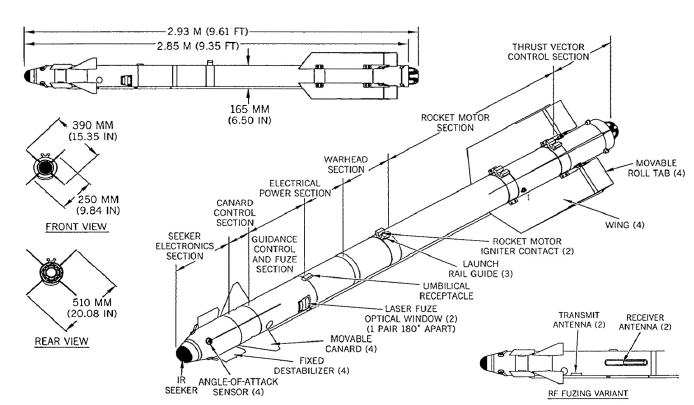
Rysunki R-73

Opracowanie pocisku R-73 rozpoczęto w 1973 roku w zakładach GosMKB „Wympieł” (ГосМКБ «Вымпел»), w celu zastąpienia przestarzałego R-60. Oficjalnie R-73 wszedł do uzbrojenia w 1985 roku, jako wyposażenie samolotów myśliwskich nowej generacji MiG-29 i Su-27 oraz śmigłowców Mi-24, Mi-28 i Ka-50. Możliwe jest także wyposażenie w R-73 innych statków powietrznych, także tych bez zaawansowanych systemów kierowania ogniem.

## Konstrukcja pocisku R-73
Pocisk R-73 przeznaczony jest do zwalczania celów powietrznych takich, jak samoloty i śmigłowce, ale także pocisków manewrujących. Należy on do pocisków typu wystrzel i zapomnij, co oznacza, że po odpaleniu sam naprowadza się na cel bez konieczności ingerencji w tor jego lotu przez zewnętrzne systemy naprowadzające.
Detektor podczerwieni pocisku jest chłodzony skroplonym gazem w celu zapobieżenia oślepieniu przez odbicia od powierzchni wody i lądu. Kąt przeszukiwania detektora wynosi 60°. Wybór celu może być realizowany poprzez celownik nahełmowy pilota, a skuteczny atak może być przeprowadzony na odległość od 300 metrów do 30 km.
R-73 dzięki sterowaniu gazodynamicznemu jest bardzo zwrotnym pociskiem, prawdopodobnie znacznie lepszym niż jego zachodni konkurent AIM-9 Sidewinder i uważa się, że stał się on impulsem do opracowania nowocześniejszych pocisków tej klasy takich jak AIM-132 ASRAAM, IRIS-T czy unowocześnionej wersji AIM-9X Sidewinder obecnie wprowadzanej na uzbrojenie samolotów amerykańskich.
W 1997 roku wprowadzono do uzbrojenia krajów WNP unowocześnioną, opracowaną 3 lata wcześniej wersję pocisku oznaczoną jako R-74EM (początkowo R-73M). R-74EM posiada większy zasięg i szerszy kąt przeszukiwania systemu naprowadzającego, oraz zmniejszoną podatność na środki przeciwdziałania namierzeniu przez pociski rakietowe takie jak flary.
R-73 stanowi wyposażenie samolotów MiG-29, Su-27 i Su-35, oraz nieco starszych maszyn MiG-21, MiG-23, Su-24 i Su-25, oraz śmigłowców bojowych Mi-24, Mi-28 i Ka-50.
Podczas inwazji rosyjskiej na Ukrainę, R-73 pod koniec 2023 roku zaadaptowano także jako improwizowane uzbrojenie ukraińskich samobieżnych zestawów przeciwlotniczych Osa-AKM. Montowane są na wyrzutni dwa takie pociski na lotniczych prowadnicach APU-73, wykorzystujące jedynie samonaprowadzanie termiczne, z zasięgiem rażenia celów do 12 km. R-73 zostały również zaadaptowane jako uzbrojenie bezzałogowych łodzi (dronów morskich) Magura V5, mogących przenosić dwa pociski – w czerwcu 2024 roku Ukraina zgłaszała zestrzelenie za ich pomocą śmigłowca Ka-29, a 31 grudnia 2024 roku potwierdzono nagraniem zestrzelenie śmigłowca rodziny Mi-8.